# Lubecko

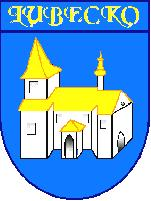
Nieoficjalny herb wsi Lubecko

Lubecko (niem. Lubetzko) – wieś w Polsce położona w województwie śląskim, w powiecie lublinieckim, w gminie Kochanowice.
Miejscowość leży 6 km na zachód od Kochanowic, obok drogi Lubliniec - Poznań.

## Nazwa wsi z biegiem lat
- 1574 – Lubeczko
- 1679 – Lubecii
- 1687 – Lubecensen
- 1688 – Lubeczka
- 1743 – Lubetzkow
- 1747 – Lubetzko
- 1927 – Lubecko

## Historia
Od końca XVIII w. wieś posiadała własną pieczęć gminną, na której wizerunku przedstawiono kościół z jedną wieżą – widok od frontu, po obu stronach boczna kaplica.
W 1910 w miejscowości mieszkało 691 mieszkańców, z których 635 deklarowało jako ojczysty język polski, 10 język polski i niemiecki, a 46 język niemiecki. W wyborach komunalnych, jakie odbyły się w listopadzie 1919, na listę polską padły 162 głosy na ogólną sumę 258, co dało jej 6 na 9 mandatów. W ramach plebiscytu na Górnym Śląsku w 1921 roku 210 głosów w Lubecku opowiedziało się za pozostaniem w Niemczech, a 219 za przyłączeniem do Polski. Od 1919 w miejscowości istniało Towarzystwo Oświaty na Śląsku im. św. Jacka.
W Lubecku działała Franciszka Ciemienga (ur. 29 stycznia 1867, zm. 2 kwietnia 1935), znana jako "Francka" – mieszkanka pobliskiego przysiółka Kanus, uważana za jasnowidzkę. Jej grób znajduje się przy ścianie tutejszego kościoła, a miejscowa społeczność nadal czci ją jako "świętą". Co roku 2 sierpnia odbywają się procesje z jej domu do kościoła. Trwają starania o jej beatyfikację.

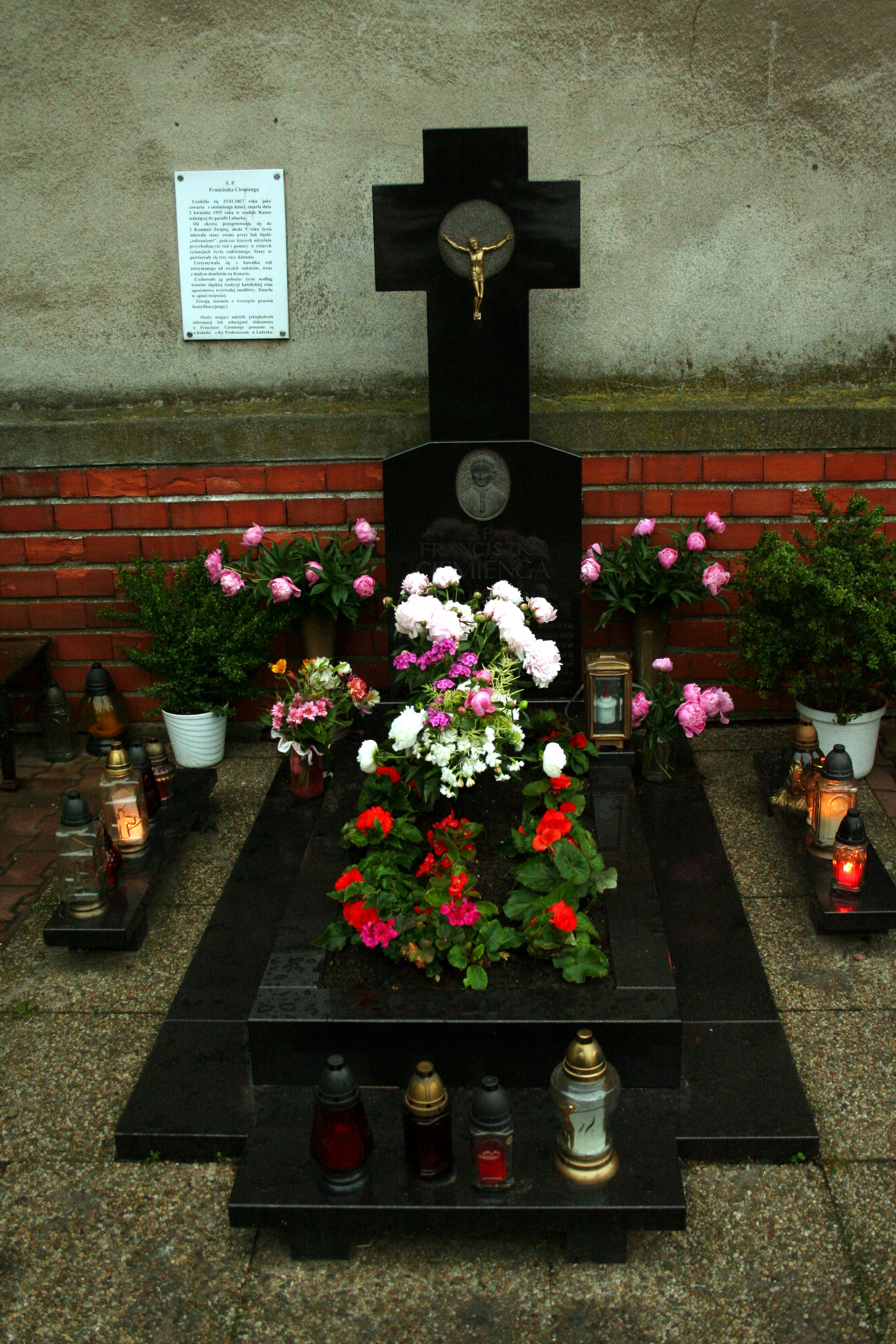
Grób Franciszki Ciemiengi

W XIV-wiecznym kościele pw. Wniebowzięcia Najświętszej Marii Panny w Lubecku w 2010 odkryto gotyckie freski z początku XV wieku, które pokrywają około 200 m kw. sklepienia i ścian prezbiterium. Po trzyletniej renowacji malowidła odsłonięto i zakonserwowano.
W okresie międzywojennym w miejscowości stacjonował komisariat Straży Granicznej i placówka II linii SG „Lubecko”.
W latach 1954–1961 wieś należała i była siedzibą władz gromady Lubecko, po jej zniesieniu w gromadzie Kochcice.

## Znani ludzie
- Jan Gajda – pisarz, malarz, działacz społeczny
- Andrzej Grzesik – polski polityk, rolnik, poseł na Sejm IV i V kadencji.